# Liste der Biografien/Nig
Liste der Biografien |
Portal Biografien |
Personensuche
# |
A |
B |
C |
D |
E |
F |
G |
H |
I |
J |
K |
L |
M |
N |
O |
P |
Q |
R |
S |
T |
U |
V |
W |
X |
Y |
Z |
?
 
Na |
Nb |
Nc |
Nd |
Ne |
Nf |
Ng |
Nh |
Ni |
Nj |
Nk |
Nl |
Nm |
Nn |
No |
Nr |
Ns |
Nt |
Nu |
Nv |
Nw |
Nx |
Ny |
Nz
 
Nia |
Nib |
Nic |
Nid |
Nie |
Nif |
Nig |
Nih |
Nii |
Nij |
Nik |
Nil |
Nim |
Nin |
Nio |
Nip |
Niq |
Nir |
Nis |
Nit |
Niu |
Niv |
Niw |
Nix |
Niy |
Niz
Die Liste der Biografien führt alle Personen auf, die in der deutschsprachigen Wikipedia einen Artikel haben. Dieses ist eine Teilliste mit 153 Einträgen von Personen, deren Namen mit den Buchstaben „Nig“ beginnt.

## Nig

### Niga
- Nigal, Zwi (1923–2023), österreichisch-israelischer Zeitzeuge des Holocaust
- Nigam, Sonu (* 1973), indischer Musiker und Sänger
- Nigate, Takele (* 1999), äthiopischer Hindernisläufer

### Nigb
- Nigbur, Norbert (* 1948), deutscher FußballtorhüterNorbert Nigbur (* 1948)

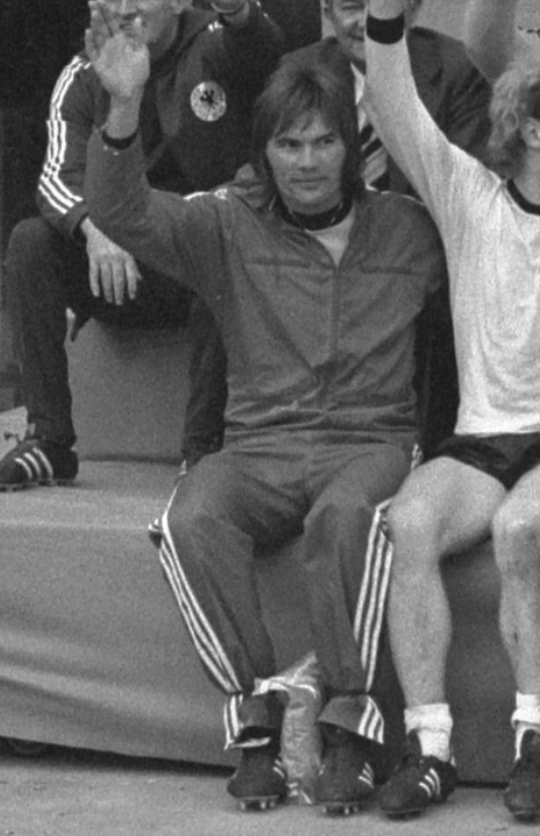
Norbert Nigbur (* 1948)

### Nige
- Nigel († 1169), Treasurer von England und Bischof von Ely
- Nigelli, Gottlieb (1746–1812), österreichischer Architekt des Klassizismus
- Nigellio, antiker römischer Toreut
- Nigellus de Longchamp, englischer mittellateinischer Dichter und Satiriker
- Nigemann, Johann, Sekretär des Hansekontors in Bergen, später Ratssekretär der Hansestadt Rostock
- Niger, antiker römischer Toreut
- Niger, Prätorianerpräfekt
- Niger, Antonius († 1555), deutscher Humanist, Naturforscher, Arzt
- Niger, Herman, deutscher Jurist, Hochschullehrer und Kanzler
- Niger, Paul (1915–1962), französischer antikolonialistischer Dichter und Romancier
- Niger, Samuel (1883–1955), russischer jiddischer Schriftsteller, Kritiker und Publizist

### Nigg
- Nigg, Benno M. (* 1938), schweizerisch-kanadischer Sportwissenschaftler und Biomechaniker
- Nigg, Clara (1897–1986), US-amerikanische Bakteriologin und Hochschullehrerin
- Nigg, Erich (* 1952), Schweizer Zellbiologe und Professor am Biozentrum der Universität Basel, Schweiz
- Nigg, Erwin (* 1954), Schweizer Musiker, Komponist und Politiker
- Nigg, Ferdinand (1893–1957), liechtensteinischer Politiker
- Nigg, Heinz (* 1949), Schweizer Ethnologe, Kulturschaffender und Videoaktivist
- Nigg, Jakob (* 2003), österreichischer HandballspielerJakob Nigg (* 2003)

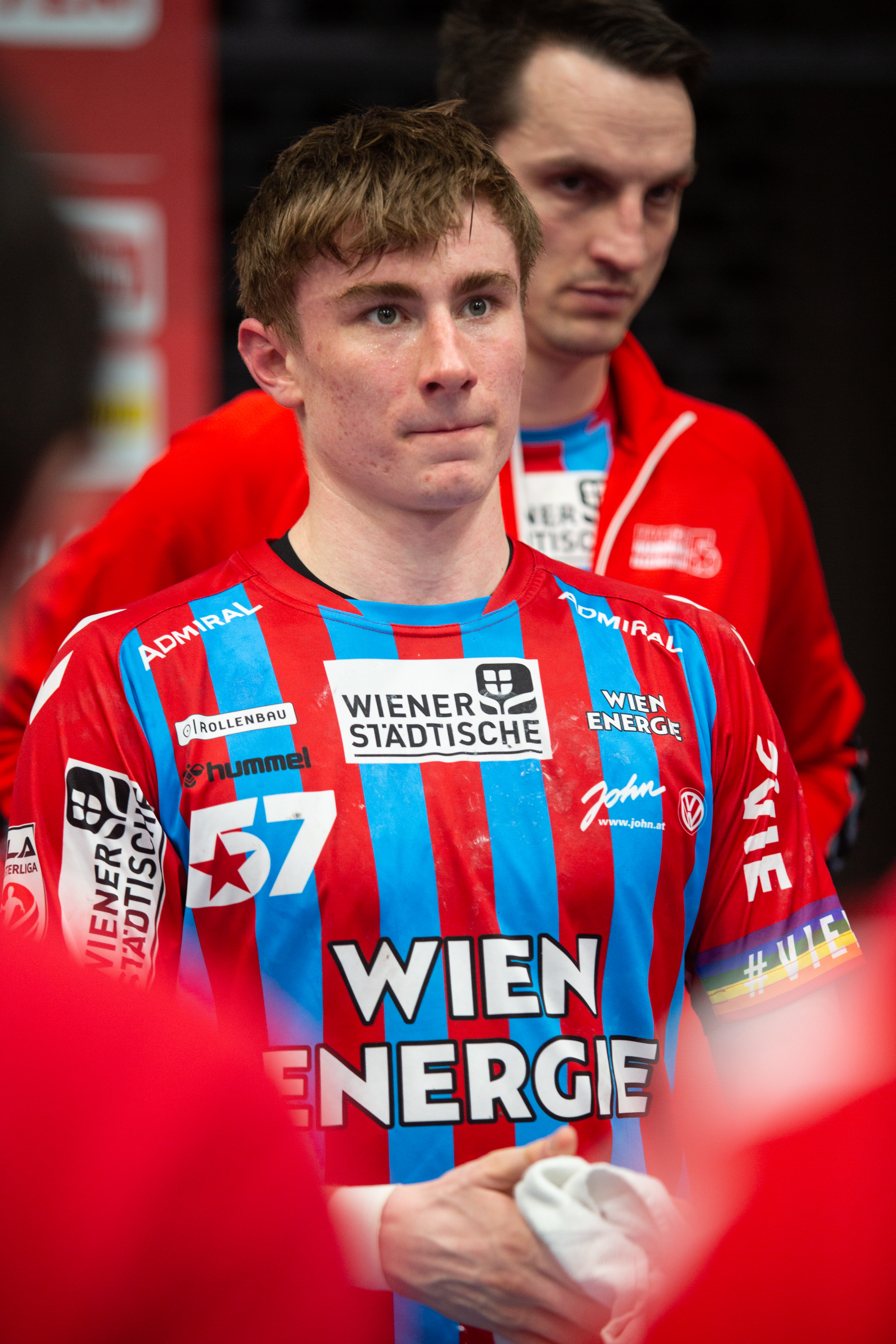
Jakob Nigg (* 2003)

- Nigg, Joseph (1782–1863), österreichischer Maler
- Nigg, Marco (* 1982), liechtensteinischer Fussballspieler
- Nigg, Marina (* 1984), Liechtensteiner Skirennläuferin
- Nigg, Sepp (1902–1954), österreichischer Schauspieler
- Nigg, Serge (1924–2008), französischer Komponist
- Nigg, Severin (* 2001), Schweizer Unihockeyspieler
- Nigg, Stephan (* 1982), Schweizer Politiker (GLP)
- Nigg, Thomas (* 1983), liechtensteinischer Fussballspieler
- Nigg, Toni (1908–2000), Schweizer Zeichenlehrer und Illustrator
- Nigg, Walter (1903–1988), Schweizer reformierter Theologe, Professor für Kirchengeschichte, Heiligenbiograph
- Nigg, Wolfgang (1934–2019), Schweizer Politiker (CVP)
- Nigge, Jörg (* 1974), deutscher Politiker (CDU)
- Nigge, Klaus (* 1956), deutscher Tierfotograf und Biologe
- Niggel, Simpert (1710–1785), Füssener Geigenbauer
- Niggeler, Johannes (1816–1887), Schweizer Pädagoge
- Niggeler, Niklaus (1817–1872), Schweizer Politiker, Jurist und Journalist
- Niggeler, Rudolf (1845–1887), Schweizer Richter, Politiker und Dichter
- Niggeler, Walter (1878–1964), Schweizer Münzsammler
- Niggeling, Willi (1900–1973), deutscher Komponist und Musiklehrer
- Niggeloh, Lothar (1939–2012), deutscher Politiker (SPD), MdL
- Niggemann, Alex (* 1984), deutscher Musikproduzent und DJ
- Niggemann, Bodo (* 1951), deutscher Pädiater
- Niggemann, Elisabeth (* 1954), deutsche Biologin und Bibliothekarin
- Niggemann, Johannes (1898–1962), deutscher Hauptgeschäftsführer der Handwerkskammer Hannover, Kommunalpolitiker und Senator der Stadt Hannover
- Niggemann, Jürgen (1962–2024), deutscher Fußballspieler
- Niggemann, Kai (* 1972), deutscher Komponist, Produzent und Sounddesigner
- Niggemann, Karl A. (* 1941), deutscher Unternehmer und Autor
- Niggemeier, Adolf (* 1931), deutscher Jurist und Politiker (CDU), MdV, inoffizieller Mitarbeiter der DDR-Staatssicherheit
- Niggemeier, Horst (1929–2000), deutscher Politiker (SPD), MdB
- Niggemeier, Stefan (* 1969), deutscher MedienjournalistStefan Niggemeier (* 1969)

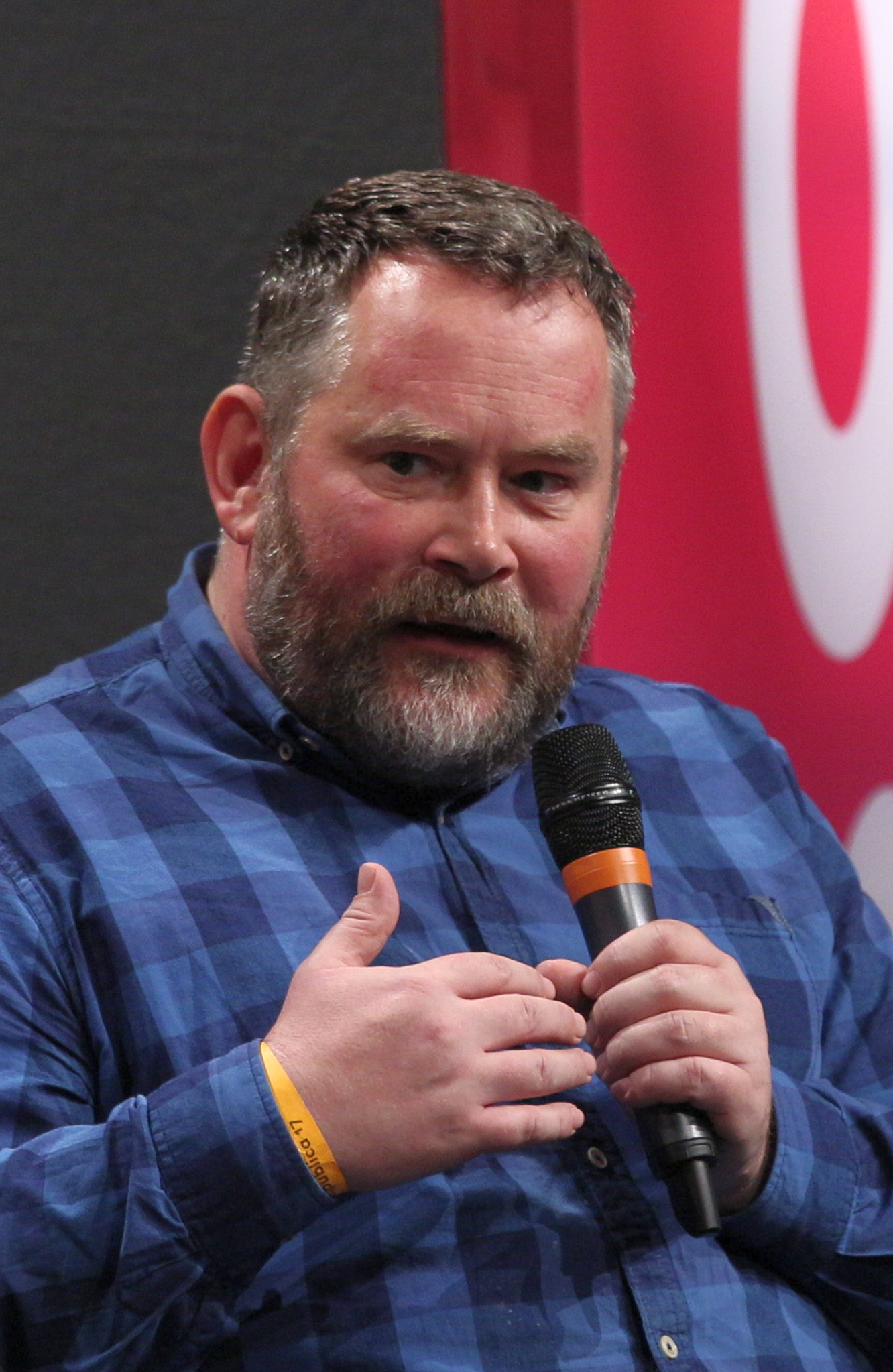
Stefan Niggemeier (* 1969)

- Niggemeyer, Benno (1912–1980), deutscher Widerstandskämpfer
- Niggemeyer, Bernhard (1908–1988), deutscher Jurist, Kriminalpolizist und SS-Führer
- Niggemeyer, Elisabeth (1930–2025), deutsche Fotografin und Fotobuchautorin
- Niggemeyer, Heike (* 1961), deutsche Ärztin und Politikerin (SPD), MdB
- Niggemeyer, Hermann (1908–2005), deutscher Ethnologe
- Niggemeyer, James (* 1971), US-amerikanischer Angler
- Niggemeyer, Margarete (1932–2020), deutsche Religionspädagogin, Hochschullehrerin und Autorin
- Niggemeyer, Maria (1888–1968), deutsche Politikerin (Zentrum, später CDU), MdB
- Niggenkemper, Pascal (* 1978), deutsch-französischer Jazz-Bassist und Bandleader
- Nigges, Jan (* 1994), deutscher Blockflötist, Moderator, Jazzsänger, Musikmanager und Produzent
- Niggl Radloff, Barbara (1936–2010), deutsche Fotografin
- Niggl, Hans (1908–1943), Schweizer Sprinter
- Niggl, Ludwig (1875–1971), deutscher Gutsverwalter und Grünlandwissenschaftler
- Niggl, Thomas (1922–2011), deutscher Benediktinermönch, Abt der Abtei Weltenburg an der Donau
- Niggli, Arnold (1843–1927), Schweizer Musikhistoriker und -kritiker
- Niggli, Ernst (1917–2001), Schweizer Mineraloge und Petrologe
- Niggli, Friedrich (1875–1959), Schweizer Komponist und Musikpädagoge
- Niggli, Gret (1882–1954), Schweizer Malerin
- Niggli, Lucas (* 1968), schweizerischer Schlagzeuger und Komponist
- Niggli, Marcel Alexander (* 1960), Schweizer Rechtswissenschaftler und Rechtsphilosoph
- Niggli, Martha (1889–1975), Schweizer Schriftstellerin und Übersetzerin
- Niggli, Matthias (* 1973), Schweizer Orientierungsläufer
- Niggli, Paul (1888–1953), Schweizer Geowissenschaftler und Kristallograph
- Niggli, Peter (* 1950), Schweizer Journalist
- Niggli, Urs (* 1953), Schweizer Agrarwissenschaftler
- Niggli-Luder, Simone (* 1978), Schweizer Orientierungsläuferin

### Nigh
- Nigh, George (1927–2025), US-amerikanischer Politiker
- Nigh, Susan (* 1947), kanadische Hochspringerin
- Nigh, William (1881–1955), US-amerikanischer Filmregisseur und Schauspieler
- Nigh-Strelich, Alison, US-amerikanische Fotografin und Filmproduzentin
- Nighbor, Frank (1893–1966), kanadischer Eishockeyspieler und -trainer
- Nighswonger, Jenna (* 2000), US-amerikanische Fußballspielerin
- Night Hawk, kanadischer Lacrossespieler
- Night Skinny (* 1983), italienischer Hip-Hop-Produzent
- Night, Aurelia L. (* 1995), deutsche Fantasy-Autorin
- Night, Candice (* 1971), US-amerikanische MusikerinCandice Night (* 1971)

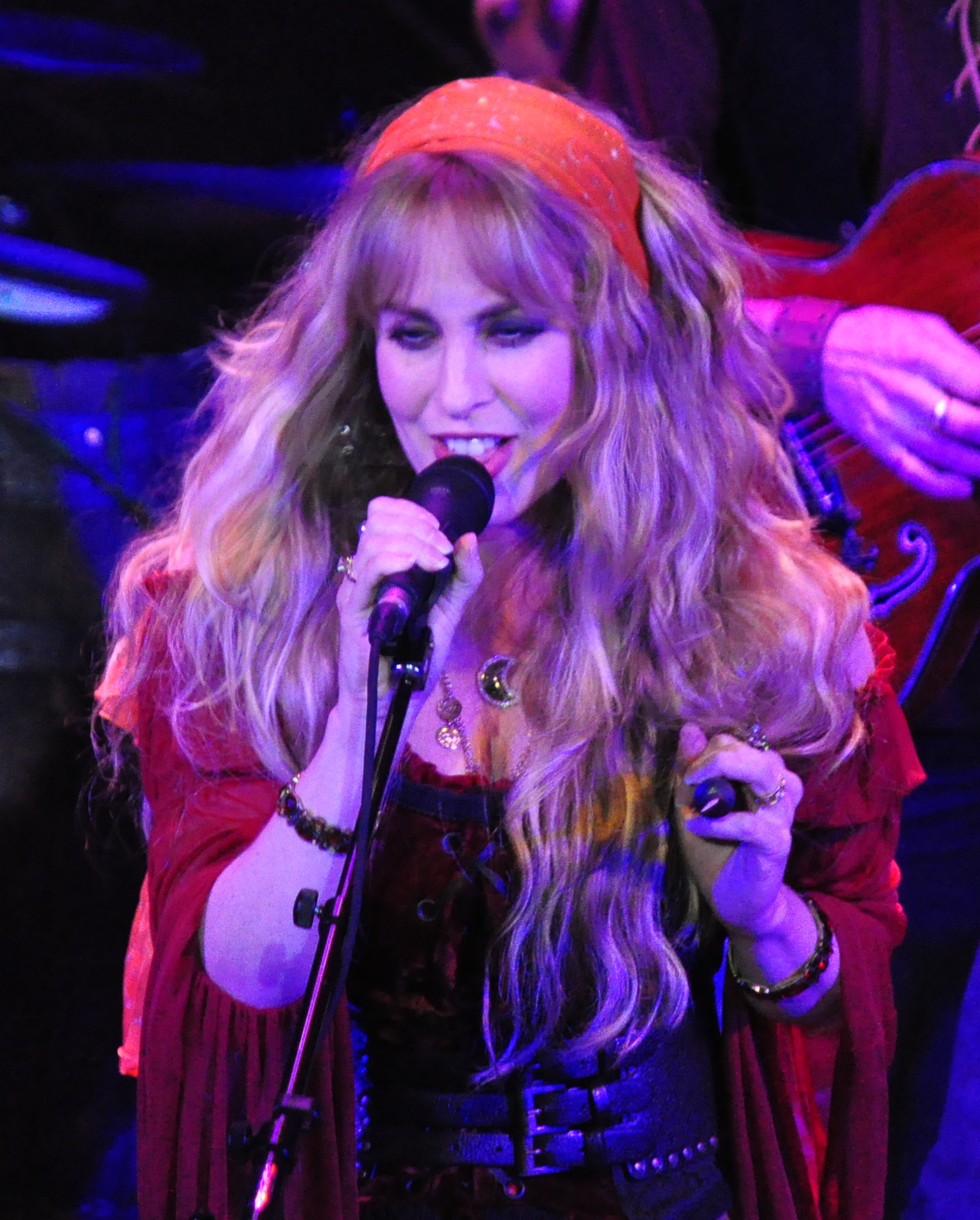
Candice Night (* 1971)

- Night, Julie (* 1978), US-amerikanische Pornodarstellerin
- Night, Rebecca (* 1985), britische Schauspielerin
- Night, Wendy (* 1982), österreichische Tänzerin, Model, Schauspielerin und Moderatorin
- Nighthawk, Robert (1909–1967), US-amerikanischer Bluesmusiker
- Nightingale, Annie (1940–2024), englischer weiblicher Radio-DJ
- Nightingale, Arthur (* 1931), britischer Schauspieler
- Nightingale, Danny (* 1954), britischer Pentathlet
- Nightingale, Dorothy Virginia (1902–2000), US-amerikanische Chemikerin
- Nightingale, Earl (1921–1989), US-amerikanischer Radiokommentator und Motivationstrainer
- Nightingale, Florence (1820–1910), britische Krankenpflegerin und Erfinderin des Kriegslazaretts
- Nightingale, Huw (* 2001), britischer Snowboarder
- Nightingale, Mark (* 1967), britischer Jazzmusiker
- Nightingale, Maxine (* 1952), britische Disco- und Soulsängerin
- Nightingale, Michael (1922–1999), britischer Schauspieler
- Nightingale, Wally (1956–1996), englischer Gitarrist
- Nightingale, William Edward (1794–1874), britischer Unitarier und Vater von Florence Nightingale
- Nightow, Yasuhiro (* 1967), japanischer Manga-Zeichner
- Nighy, Bill (* 1949), britischer SchauspielerBill Nighy (* 1949)

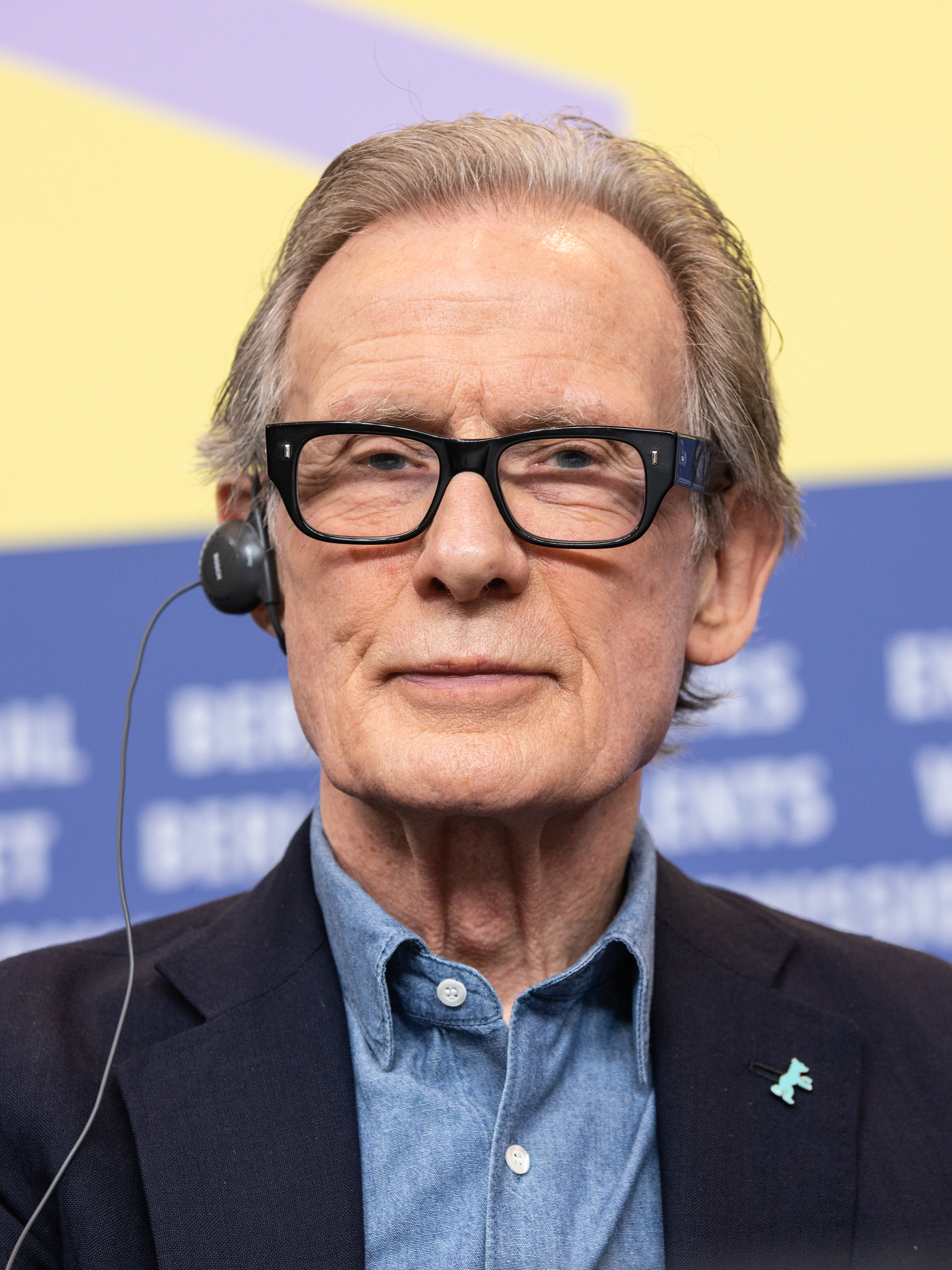
Bill Nighy (* 1949)

- Nighy, Mary (* 1984), britische Schauspielerin

### Nigi
- Nigidius Figulus, Publius († 45 v. Chr.), römischer Schriftsteller, Politiker und Gelehrter
- Nigidius, Peter Hermann († 1616), deutscher Philosoph und Jurist, Hochschullehrer
- Nigidius, Petrus (1501–1583), Pädagoge
- Nigidius, Petrus (1536–1606), Jurist, Philosoph und Rektor der Universität Marburg
- Nigido, Placido (* 1570), italienischer Theologe und Jesuit
- Niginho (1912–1975), brasilianischer Fußballspieler
- Nigiotti, Enrico (* 1987), italienischer Popsänger und Songwriter

### Nigl
- Nigl, Anton (* 1928), österreichischer Politiker (ÖVP), Vorsitzender des Bundesrates
- Nigl, Georg (* 1972), österreichischer Opern- und Konzertsänger (Bariton) und Gesangspädagoge
- Nigl, Gerald (* 1966), österreichischer Schriftsteller und Maler
- Niglas, Piret (* 1968), estnische Skilangläuferin

### Nigm
- Nigmann, Ernst (1867–1923), deutscher Offizier, Oberregierungsrat und Schriftsteller
- Nigmatov, O'tkirjon (* 1990), usbekischer paralympioniken Budōka
- Nigmatulin, Robert Iskandrowitsch (* 1940), tatarisch-russischer Physiker und Hochschullehrer
- Nigmatulin, Talgat Kadyrowitsch (1949–1985), sowjetischer Schauspieler
- Nigmatullin, Artur Eduardowitsch (* 1991), russischer Fußballspieler
- Nigmatullin, Margarita (* 1995), deutsche Schauspielerin
- Nigmatullin, Nurmuchamet (1946–2019), russisch-baschkirischer Mufti, Vorsitzender der Geistlichen Verwaltung der Muslime der Republik Baschkortostan
- Nigmatullin, Ruslan Karimowitsch (* 1974), russischer Fußballnationaltorhüter
- Nigmatullina, Uljana Nikolajewna (* 1994), russische Biathletin

### Nigo
- Nigō (* 1970), japanischer DJ, Musikproduzent, Modedesigner und UnternehmerNigō (* 1970)

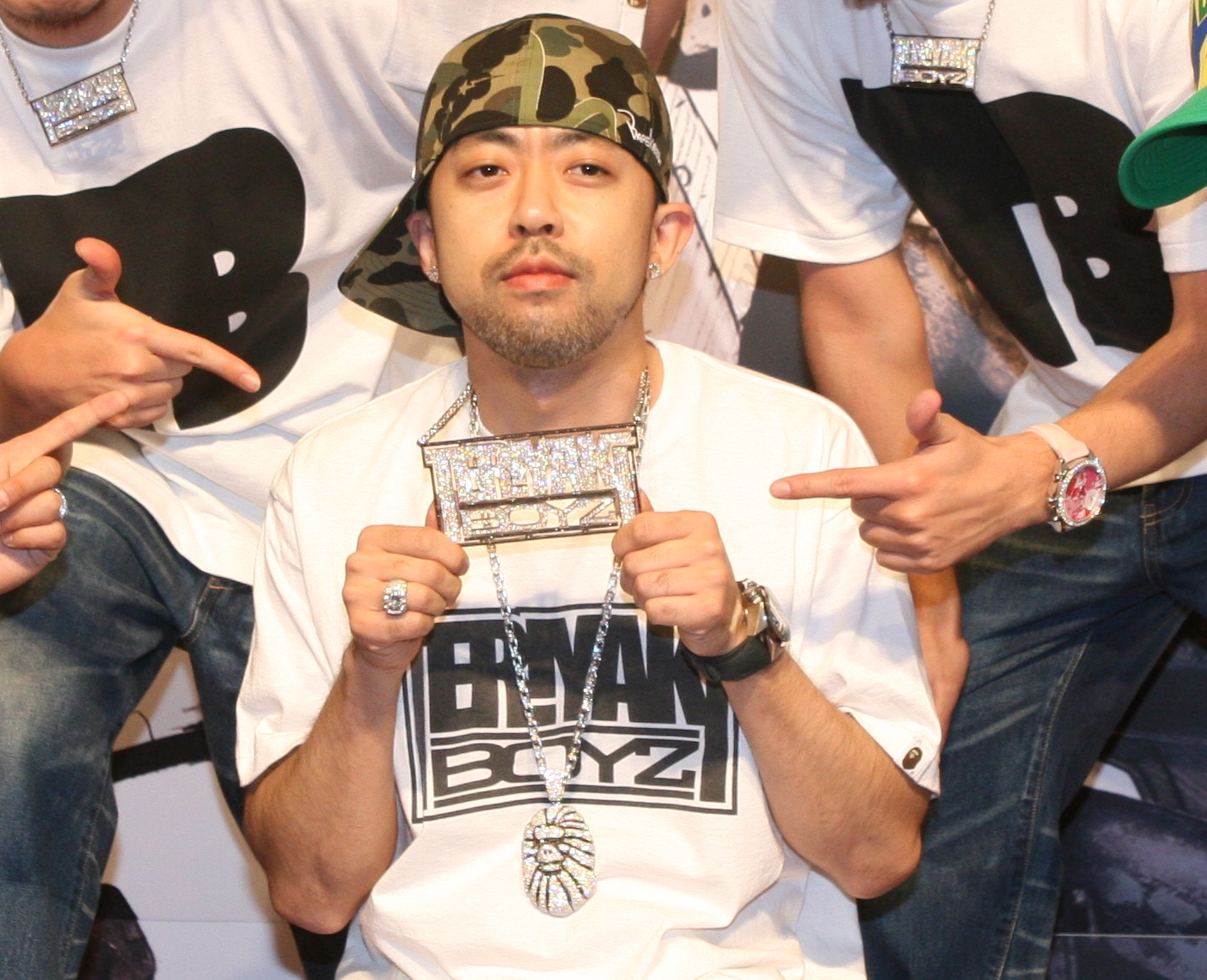
Nigō (* 1970)

- Nigon, Claude (1928–1994), französischer Degenfechter
- Nigon, Gabriel (* 1956), Schweizer Politiker (LDP)

### Nigr
- Nigra, Costantino (1828–1907), italienischer Diplomat und Staatsmann
- Nigrelli, Rainer (* 1982), deutscher Filmeditor
- Nigri, Petrus (* 1434), deutscher Dominikaner
- Nigrin, Georg († 1606), böhmischer Drucker
- Nigrín, Karel (1904–1982), tschechischer Politiker und Dissident
- Nigrinianus († 284), Sohn des römischen Kaisers Carinus
- Nigrinus, Bartholomaeus (1595–1646), deutscher reformierter Theologe und Ireniker
- Nigrinus, Georg, der Ältere (1530–1602), deutscher lutherischer Theologe und Geistlicher
- Nigrinus, Jeremias (1596–1646), deutscher Pädagoge und Hochschullehrer
- Nigrinus, Wilhelm (1588–1638), böhmischer Philosoph
- Nigris, Aldo de (* 1983), mexikanischer Fußballspieler
- Nigris, Antonio de (1978–2009), mexikanischer Fußballspieler
- Nigris, Leone Giovanni Battista (1884–1964), italienischer Bischof, päpstlicher Diplomat und Mitarbeiter der römischen Kurie
- Nigro, Carmine (1910–2001), US-amerikanischer Schachfunktionär
- Nigro, Daniel (* 1981), US-amerikanischer Musiker und Musikproduzent
- Nigro, Filippo (* 1970), italienischer Schauspieler
- Nigro, Gennaro (* 2000), US-amerikanischer Fußballspieler
- Nigro, Leonardo (* 1974), Schweizer Schauspieler

### Nigs
- Nigsch, Dietmar (* 1951), österreichischer Film- und Theaterschauspieler
- Nigsch, Norman (* 1960), liechtensteinischer Fussballspieler

### Nigu
- Ñíguez, Saúl (* 1994), spanischer FußballspielerSaúl Ñíguez (* 1994)

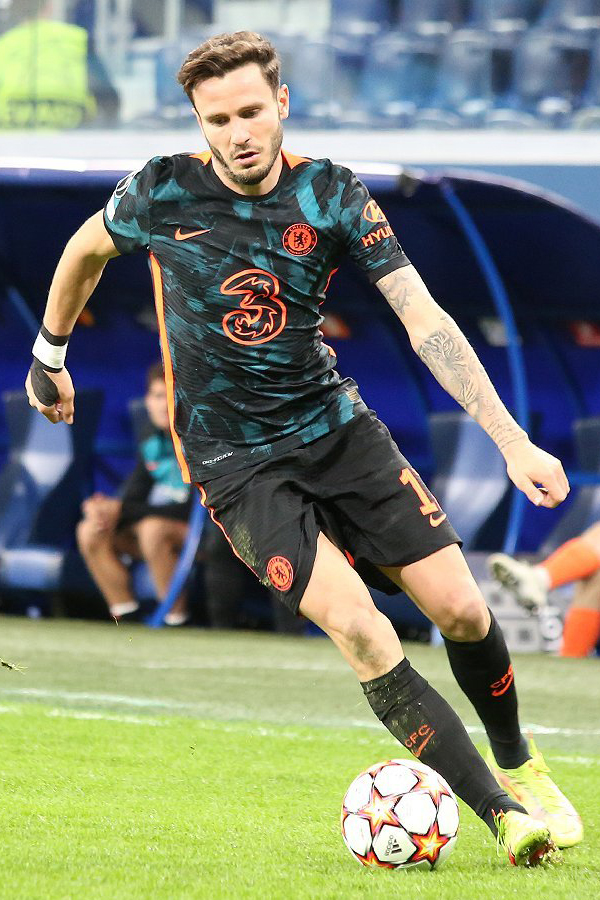
Saúl Ñíguez (* 1994)

- Nigula, Priit (1899–1962), estnischer Dirigent
- Nigussie, Yetnebersh (* 1982), äthiopische Rechtsanwältin und Menschenrechtsaktivistin